# Bocaina (Piauí)
Bocaina é um município brasileiro do estado do Piauí localizado no Sudeste Piauiense na região imediata de Picos. Foi oficialmente instalado em 10 de abril de 1964, desmembrado do município de Picos. O município sedia os adutores da barragem de Bocaina, que tem a capacidade de 54 milhões de metros cúbicos de água segundo a SEMAR/PI.

## História
A história de Bocaina começa ainda no período colonial português por volta de 1712 quando chegaram da Bahia os Irmãos Borges Marinho Leal com bastante gado e alguns escravos negros, ocupando vastos territórios para iniciar as primeiras atividades pecuárias. Um dos primeiros locais onde esses irmãos se instalam é uma região chamada Boqueirão no ano de 1749. Antônio Borges Leal Marinho foi um dos pioneiros dessa ocupação, casou-se com Maria da Conceição Pereira de Sousa. Durante a ocupação do território, providenciou logo a construção de uma casa com materiais vindos de Oeiras, católico devoto, logo providencia a construção da primeira capela na região que é concluída em 1754. Em suas viagens a Bahia ele traz consigo um missionário jesuíta, essa capela passaria a ser dedicada a Nossa Senhora da Conceição, batizando a Igreja e as imagens de Nossa Senhora da Conceição e Nossa Senhora do Rosário, que era a padroeira dos escravos. 
De acordo com fontes documentais manuscritos do Arquivo Histórico Ultramarino de Lisboa (AHU) por volta de 1801 foi produzido requerimento do quartel mestre, António Borges Marim, ao príncipe regente [D. João V], solicitando confirmação da carta de data e sesmaria na fazenda de Bocaina, junto à ribeira das Guaredas.
Com o passar do tempo o povoado de Bocaina foi desmembrada de Oeiras e anexada ao território de Picos, mas no ano de 1963 o território é desmembrado e passaria a se formar município independente através da Resolução Estadual 2.561 de 19 de dezembro de 1963, formando o atual município de Bocaina.

## Geografia
O município de Bocaina está localizado na região imediata de Picos. Possui as seguintes coordenadas geográficas: 06º56'33" latitude sul e 41º19'21" longitude oeste, a sede municipal está numa altitude de 235 metros. Sua população estimada em 2021 era de 4.509 habitantes. A densidade demográfica é de 16,27 hab/km² [2010]. O IDHM Índice de desenvolvimento humano municipal é de 0,632 [2010]. O PIB per capita é de R$ 11.796,18. 
A montanha conhecida por Morro Grande, se destaca na paisagem, e de acordo com mapeamento topográfico possui 433 metros de altitude.

### Localização
| Noroeste: São José do Piauí | Norte: São Luís do Piauí e São João da Canabrava | Nordeste: Santo Antônio de Lisboa |
| Oeste: Sussuapara           |                                                  | Leste: Santo Antônio de Lisboa    |
| Sudoeste: Sussuapara        | Sul: Sussuapara e Santo Antônio de Lisboa        | Sudeste: Santo Antônio de Lisboa  |